# Émilien Jacquelin
Émilien Jacquelin (ur. 11 lipca 1995 w Grenoble) – francuski biathlonista, dwukrotny srebrny medalista olimpijski i wielokrotny medalista mistrzostw świata.

## Życiorys
W 2014 roku zdobył brązowy medal mistrzostw świata juniorów w biegu indywidualnym na 12,5 km. Z juniorskich mistrzostw rozegranych rok później również wrócił z brązowym medalem, zdobytym w sztafecie 4×7,5 km. W 2016 roku został wicemistrzem Europy juniorów w biegu pościgowym na 12,5 km.
W zawodach Pucharu Świata zadebiutował 30 listopada 2017 roku w biegu indywidualnym na 20 km w Östersund, gdzie zajął 35. miejsce. W sprincie zajął wówczas 37. pozycję, a w biegu pościgowym był 28. Na podium Pucharu Świata stanął po raz pierwszy w grudniu 2017 roku w Hochfilzen, plasując się na trzecim miejscu w biegu sztafetowym. Pierwsze indywidualne miejsce w czołowej dziesiątce zawodów PŚ osiągnął w styczniu 2018 roku w sprincie w Rasen-Antholz, zajmując piąte miejsce. W sezonie 2019/2020 zajął piąte miejsce w klasyfikacji generalnej, wygrywając przy tym klasyfikację biegu pościgowego. W kolejnym sezonie był trzeci w klasyfikacji biegu pościgowego.
W styczniu 2018 roku zdobył srebrny medal mistrzostw Europy w pojedynczej sztafecie mieszanej, w której startował wraz z Julią Simon. Podczas mistrzostw świata w Anterselvie dwa lata później zdobył cztery medale. Najpierw zwyciężył w biegu pościgowym, wyprzedzając Johannesa Thingnesa Bø z Norwegii Rosjanina Aleksandra Łoginowa. Następnie był trzeci w pojedynczej sztafecie mieszanej i najlepszy w sztafecie mężczyzn. Ponadto był trzeci w biegu masowym, za Bø i swym rodakiem Quentinem Fillonem Mailletem. Tytuł mistrza świata w biegu pościgowym obronił na mistrzostwach świata w Pokljuce w 2021 roku, zdobywając wcześniej brązowy medal w sprincie. Wyprzedzili go jedynie Szwed Martin Ponsiluoma i kolejny Francuz - Simon Desthieux.
W lutym 2018 roku wystąpił na igrzyskach olimpijskich w Pjongczangu. Wziął udział w dwóch konkurencjach biathlonowych – w biegu indywidualnym zajął 77. miejsce, a w sztafecie 4×7,5 km był piąty, startując z Simonem Desthieuxem, Martinem Fourcadem i Antoninem Guigonnatem. Jacquelin uzyskał najlepszy czas biegu spośród Francuzów, był też najskuteczniejszy na strzelnicy.

## Osiągnięcia

### Zimowe igrzyska olimpijskie
| Rok  | Miejscowość | Konkurencje | Konkurencje | Konkurencje | Konkurencje | Konkurencje | Konkurencje | Konkurencje |
| Rok  | Miejscowość | IN          | SP          | PU          | MS          | RL          | MR          | SR          |
| ---- | ----------- | ----------- | ----------- | ----------- | ----------- | ----------- | ----------- | ----------- |
| 2018 | Pjongczang  | 77.         | –           | –           | –           | 5.          | –           | nd.         |
| 2022 | Pekin       | 72.         | 9.          | 9.          | 22.         | 2.          | 2.          | nd.         |

### Mistrzostwa świata
| Rok  | Miejscowość | Konkurencje | Konkurencje | Konkurencje | Konkurencje | Konkurencje | Konkurencje | Konkurencje |
| Rok  | Miejscowość | IN          | SP          | PU          | MS          | RL          | MR          | SR          |
| ---- | ----------- | ----------- | ----------- | ----------- | ----------- | ----------- | ----------- | ----------- |
| 2019 | Östersund   | –           | 24.         | 29.         | –           | –           | –           | –           |
| 2020 | Anterselva  | –           | 6.          | 1.          | 3.          | 1.          | –           | 3.          |
| 2021 | Pokljuka    | 13.         | 3.          | 1.          | 30.         | 4.          | 5.          | –           |
| 2023 | Oberhof     | 37.         | 36.         | dns.        | 20.         | 1.          | 3.          | –           |
| 2024 | Nové Město  | 5.          | 9.          | 13.         | 11.         | 3.          | –           | –           |
| 2025 | Lenzerheide | 67.         | 19.         | 15.         | 11.         | –           | 1.          | –           |

### Mistrzostwa Europy
| Rok  | Miejscowość    | Konkurencje | Konkurencje | Konkurencje | Konkurencje | Konkurencje | Konkurencje | Konkurencje |
| Rok  | Miejscowość    | IN          | SP          | PU          | MS          | RL          | MR          | SR          |
| ---- | -------------- | ----------- | ----------- | ----------- | ----------- | ----------- | ----------- | ----------- |
| 2017 | Duszniki-Zdrój | 10.         | 52.         | 23.         | nd.         | nd.         | nd.         | 9.          |
| 2018 | Ridnaun        | –           | 37.         | 17.         | nd.         | nd.         | nd.         | 2.          |

### Puchar Świata

#### Miejsca w klasyfikacji generalnej
| Sezon     | Miejsce |
| --------- | ------- |
| 2017/2018 | 46.     |
| 2018/2019 | 24.     |
| 2019/2020 | 5.      |
| 2020/2021 | 7.      |
| 2021/2022 | 5.      |
| 2022/2023 | 16.     |
| 2023/2024 | 6.      |
| 2024/2025 | 7.      |

#### Miejsca na podium chronologicznie
| Lp. | Dzień       | Rok  | Miejscowość          | Konkurencja               | Lokata | Pudła   | Czas biegu | Strata  | Zwycięzca                  |
| --- | ----------- | ---- | -------------------- | ------------------------- | ------ | ------- | ---------- | ------- | -------------------------- |
| 1.  | 14 grudnia  | 2019 | Hochfilzen           | Bieg pościgowy na 12,5 km | 3.     | 0+0+0+0 | 31:27,0    | + 40,5  | Johannes Thingnes Bø       |
| 2.  | 22 grudnia  | 2019 | Le Grand-Bornand     | Bieg masowy na 15 km      | 2.     | 0+0+1+0 | 42:18,4    | + 42,1  | Johannes Thingnes Bø       |
| 3.  | 10 stycznia | 2020 | Oberhof              | Sprint na 10 km           | 2.     | 0+1     | 25:52,7    | + 25,5  | Martin Fourcade            |
| 4.  | 16 lutego   | 2020 | Anterselva           | Bieg pościgowy na 12,5 km | 1.     | 0+0+0+0 | 31:15,2    | –       | –                          |
| 5.  | 23 lutego   | 2020 | Anterselva           | Bieg masowy na 15 km      | 3.     | 1+0+1+0 | 38:09,5    | + 55,0  | Johannes Thingnes Bø       |
| 6.  | 8 marca     | 2020 | Nové Město na Moravě | Bieg masowy na 15 km      | 2.     | 0+0+0+0 | 39:47,8    | + 15,1  | Johannes Thingnes Bø       |
| 7.  | 12 marca    | 2020 | Kontiolahti          | Sprint na 10 km           | 3.     | 0+0+0+0 | 22:50,1    | + 22,3  | Johannes Thingnes Bø       |
| 8.  | 14 marca    | 2020 | Kontiolahti          | Bieg pościgowy na 12,5 km | 3.     | 0+0+1+3 | 31:29,9    | + 4,5   | Martin Fourcade            |
| 9.  | 12 grudnia  | 2020 | Hochfilzen           | Bieg pościgowy na 12,5 km | 2.     | 0+0+0+0 | 32:38,7    | +25,5   | Quentin Fillon Maillet     |
| 10. | 19 grudnia  | 2020 | Hochfilzen           | Bieg pościgowy na 12,5 km | 2.     | 0+0+0+0 | 31:14,9    | +8,5    | Sturla Lægreid             |
| 11. | 12 lutego   | 2021 | Pokljuka             | Sprint na 10 km           | 3.     | 1+0     | 24:41,1    | +12,9   | Martin Ponsiluoma          |
| 12. | 14 lutego   | 2021 | Pokljuka             | Bieg pościgowy na 12,5 km | 1.     | 0+0+0+0 | 31:22,1    | –       | –                          |
| 13. | 13 marca    | 2021 | Nové Město           | Bieg pościgowy na 12,5 km | 3.     | 0+0+1+0 | 28:46,7    | +14,6   | Quentin Fillon Maillet     |
| 14. | 2 grudnia   | 2021 | Östersund            | Sprint na 10 km           | 2.     | 0+1     | 23:16,7    | +18,0   | Sebastian Samuelsson       |
| 15. | 5 grudnia   | 2021 | Östersund            | Bieg pościgowy na 12,5 km | 3.     | 0+0+2+1 | 30:25,8    | +11,0   | Vetle Sjåstad Christiansen |
| 16. | 11 grudnia  | 2021 | Hochfilzen           | Bieg pościgowy na 12,5 km | 2.     | 0+0+1+0 | 33:52,0    | +32,1   | Quentin Fillon Maillet     |
| 17. | 19 grudnia  | 2021 | Le Grand-Bornand     | Bieg masowy na 15 km      | 1.     | 0+0+1+0 | 35:54,8    | –       | –                          |
| 18. | 7 stycznia  | 2022 | Oberhof              | Sprint na 10 km           | 2.     | 1+1     | 27:00,8    | +6,5    | Aleksandr Łoginow          |
| 19. | 20 marca    | 2022 | Oslo                 | Bieg masowy na 15 km      | 3.     | 0+0+2+0 | 38:31,2    | +13,4   | Sivert Guttorm Bakken      |
| 20. | 4 grudnia   | 2022 | Kontiolahti          | Bieg pościgowy na 12,5 km | 3.     | 0+0+0+2 | 32:44,4    | +47,3   | Johannes Thingnes Bø       |
| 21. | 9 grudnia   | 2022 | Hochfilzen           | Sprint na 10 km           | 2.     | 0+1     | 23:04,0    | +43,0   | Johannes Thingnes Bø       |
| 22. | 9 marca     | 2024 | Soldier Hollow       | Sprint na 10 km           | 2.     | 0+0     | 22:23,7    | +3,9    | Éric Perrot                |
| 23. | 10 marca    | 2024 | Soldier Hollow       | Bieg pościgowy na 12,5 km | 3.     | 0+0+3+0 | 30:09,1    | +7,1    | Johannes Thingnes Bø       |
| 24. | 17 marca    | 2024 | Canmore              | Bieg masowy na 15 km      | 3.     | 1+1+1+0 | 37:10,6    | +1:07,2 | Johannes Thingnes Bø       |
| 25. | 6 grudnia   | 2024 | Kontiolahti          | Sprint na 10 km           | 1.     | 0+0     | 23:03,1    | –       | –                          |
| 26. | 14 grudnia  | 2024 | Hochfilzen           | Bieg pościgowy na 12,5 km | 2.     | 0+0+0+1 | 32:16,5    | +3,5    | Johannes Thingnes Bø       |
| 27. | 21 grudnia  | 2024 | Le Grand-Bornand     | Bieg pościgowy na 12,5 km | 3.     | 0+0+1+1 | 31:25,4    | +47,5   | Johannes Thingnes Bø       |
| 28. | 10 stycznia | 2025 | Oberhof              | Sprint na 10 km           | 3.     | 0+1     | 23:36,2    | +22,1   | Quentin Fillon Maillet     |
| 29. | 6 marca     | 2025 | Nové Město           | Sprint na 10 km           | 1.     | 0+0     | 23:13,3    | –       | –                          |